# Iksa
Iksa (russisk И́кса) er en flod i Tomsk og Novosibirsk oblast i Rusland, og er en af bifloderne til Tjaja fra højre i Obs afvandingsområde. Floden er 430 kilometer lang og har et afvandingsområde på 6.130 km². Den har en gennemsnitlig decharge på 7,3 m³/s.
Iksa løber langs grænsen mellem Tomsk og Novosibirsk oblast før den svinger nordover og ud i Tjaja nær landsbyen Podgornoje. Flodens største bifloder er Bobrovka, Nedre Jarja, Gavrilovka, Antik, Pikhtovka, Rybnaja, Jelanka, Muza, Pisa, Kvantso og Terson.
57°46′25″N 82°37′45″Ø / 57.7736°N 82.6292°Ø